# Ann-Kristin Aarønes
Pour les articles homonymes, voir Aarønes.
Ann-Kristin Aarønes, née le 19 janvier 1973 à Ålesund, est une footballeuse norvégienne. Elle évolue au poste d'attaquante du début des années 1990 au début des années 2000.
Après des débuts au Spjelkavik IL, elle joue ensuite au Trondheims-Ørn SK, où elle remporte six coupes de Norvège et cinq championnats, avant de terminer sa carrière au Power de New York (en).
Elle compte 111 sélections pour 60 buts inscrits en équipe nationale et remporte la Coupe du monde 1995. Elle est également avec l'équipe nationale médaillée de bronze aux Jeux d'Atlanta 1996 et termine quatrième de la Coupe du monde 1999.

## Biographie
Ann-Kristin Aarønes commence sa carrière pour le club national de Spjelkavik IL. Avec l'équipe junior de ce club, elle remporte la Coupe junior de Norvège 1990 en battant en finale Heggedal sur le score de neuf buts à zéro dont cinq inscrits par elle-même. Elle rejoint, en 1993, le Trondheims-Ørn SK, un autre club norvégien de la ville de Trondheim. Avec ce club, elle remporte six coupes de Norvège et cinq championnats entre 1993 et 2000. Au total, elle inscrit en championnat norvégien 133 buts avec ses deux clubs.
Sélectionnée en équipe nationale, elle remporte la Coupe du monde 1995 et termine en tête du classement des buteuses. Avec la sélection, elle est également médaillée de bronze aux Jeux d'Atlanta 1996 et termine quatrième de la Coupe du monde 1999.
Avant de prendre sa retraite en 2001, Ann-Kristin joue une saison au sein du club américain des Power de New York (en).

## Palmarès
Ann-Kristin Aarønes remporte avec les juniors de Spjelkavik IL, la Coupe de Norvège junior en 1990. Avec le Trondheims-Ørn SK, elle gagne six coupes de Norvège en 1993, 1994, 1996, 1997, 1998 et 1999 et cinq championnats en 1994, 1995, 1996, 1997 et 2000.
Avec la Norvège, elle compte 111 sélections pour 60 buts inscrits entre 1990 et 1999. Elle remporte la Coupe du monde 1995 dont elle termine meilleure buteuse. Elle termine quatrième de la Coupe du monde 1999. Elle gagne le championnat d'Europe 1993, compétition où elle termine deuxième en 1991. Elle est également avec l'équipe nationale médaillée de bronze aux Jeux d'Atlanta 1996.